# Joseph Alzin
Joseph Alzin (Parigi, 18 dicembre 1893 – Marsiglia, 2 settembre 1930) è stato un sollevatore e lottatore lussemburghese, vincitore di una medaglia di argento olimpica nel sollevamento pesi nel 1920, categoria oltre gli 82,5 kg.
Alzin prese parte a due edizioni dei Giochi olimpici:
- VII Giochi Olimpici estivi del 1920, Anversa: sollevamento pesi e lotta
- VIII Giochi Olimpici estivi del 1924, Parigi: sollevamento pesi